# Jean-Michel Arnaud
Pour les articles homonymes, voir Arnaud.
 (mai 2021).
Si vous disposez d'ouvrages ou d'articles de référence ou si vous connaissez des sites web de qualité traitant du thème abordé ici, merci de compléter l'article en donnant les références utiles à sa vérifiabilité et en les liant à la section « Notes et références ».
Jean-Michel Arnaud, né le 28 avril 1966, est un homme politique français. Il est élu sénateur des Hautes-Alpes le 27 septembre 2020 et désigné secrétaire du Sénat à partir du mois d'octobre 2023.

## Biographie
Diplômé de Sciences Po Grenoble et titulaire d’un master 2 en développement des collectivités locales, il est exploitant agricole. 

## Engagement politique

### Au niveau local
Maire de Tallard depuis 2001, Jean-Michel Arnaud devient président de l'Association des Maires des Hautes-Alpes à partir de 2001

### Au niveau national
Au Sénat, il est membre de la commission des finances, membre de la commission des affaires européennes et membre de la délégation aux droits des femmes et à l'égalité des chances entre les hommes et les femmes. 
Appartenant au groupe parlementaire Union Centriste (UC), il est nommé rapporteur de la mission commune d'information chargée d'évaluer les effets des mesures prises ou envisagées en matière de confinement ou de restrictions d'activité en janvier 2021. 

## Anciens mandats
- Ancien 1er Vice-président du Conseil Général
- Maire de Tallard
- Ancien Président de la communauté de communes de Tallard-Barcillonnette de 2014 à 2017
- 3e vice-président de la communauté d'agglomération Gap-Tallard-Durance